# Targum
Targúm (hebrejsko תרגום, množina targumim‎), prost prevod starozaveznih besedil iz hebrejščine v aramejščino. Prevodi, sprva samo ustni, so se začeli uporabljati pri branju Tore v sinagogah po vrnitvi Judov iz babilonskega ujetništva, ker je večina povratnikov govorila samo aramejsko in hebrejščine sploh ni razumela.

## Najbolj poznani targumi

### Babilonski targumi
- Targum Onqelos (Tora - pet Mojzesovih knjig)
- Targum Jonatan (Nevi'im – Preroki)

### Palestinski targumi
- Targum odlomka iz Kumrana (Levitik in Job)
- Targum Neofiti, tudi Palestinski targum, največji zahodni targum Tore, ki vsebuje vseh pet Mojzesovih knjig s samo nekaj poškodovanimi verzi
- Psevdo-Jonatanov targum, pravilno Jeruzalemski targum (I), zahodni targum Tore
- Odlomki targuma Neofiti ali Jeruzalemski targum (II)
- Targumi hagiografov Joba, Psalmov, Pregovorov in petih megillót – zvitkov

## Vir
- J. Heriban, Príručný lexikón biblických vied: Targum, 3. izdaja, Bratislava, Vydavateľstvo Don Bosco, 1998, ISBN 80-88933-07-2.